# إدارة مشتركة للمخزون
إدارة الشراكة المحسنة للمخزون, وتُعرف أيضًا باسم إدارة مشتركة للمخزون أو PIM هي عبارة عن تقنية أو نموذج لإدارة المخزون وغالبًا ما تُستخدم في الأنظمة الحتمية الخاصة بالمخزون وفيها يصبح جزء كبير من الكمية الإجمالية للمخزون عشوائية في الطبيعة نتيجة للطلب البطيء و/أو المنخفض.
إن التقنيات التقليدية لإدارة المخزون قد تخفق في بعض الحالات حين تحتفظ شركات التصنيع بمخزون لتوفير الصيانة المطلوبة في المستقبل للمعدات والأجهزة العاملة لديها. وبينما يقل الطلب على السلع حتى يقترب من الصفر، تكون تصفية المخزون هي إحدى الطرق المُحبَّذ استخدامها في معظم نماذج إدارة الإيرادات. وعلى الرغم من ذلك، فإن انعدام المخزون لمنتجات الخدمة في هذا المجال يؤدي إلى فشل المنظمة في مجالات عملٍ أخرى. كما أن التكاليف المحتملة لتصنيع بضائع بديلة وصعوبة إحصاء تكاليف انخفاض ثقة العميل قد تكون هائلة مع مرور الوقت فتصبح أكبر من المخاوف المالية الحالية والتي تتم معالجتها بواسطة تصفية المخزون بأكمله وذلك إمَّا من خلال تخريد هذه البضائع أو التخلص منها مثل النفايات.
وبينما تقوم عملية التخريد بتحويل المخزون إلى مواد خام، وتعمل إدارة الشراكة المحسنة للمخزون (PIM) على إعادة البضائع إلى السوق كسلع وسيطة وذلك حتى يتم استخدامها في إنتاج سلع أخرى أو قطع غيار غير رأسمالية. وتستطيع المؤسسة التي تطبق نموذج PIM الحد من آثار مرحلة الأزمة التي تنتج عن تخفيض معدل المخزون من خلال الاحتفاظ بحق الوصول المتبادل حسب الحاجة للبضائع من خلال السوق لوقت غير محدد بدلاً من إهدار حق الوصول للمخزون مباشرةً وبشكلٍ لا يمكن التراجع فيه كتخريد المخزون أو التخلص منه كنفايات.

## كتابات أخرى
- The First Steps to Inventory Management
- Kieso، , DE (2007). Intermediate Accounting 8th Canadian Edition. Canada: John Wiley & Sons. ISBN:0-470-15313-X. {{استشهاد بكتاب}}: الوسيط author-name-list parameters تكرر أكثر من مرة (مساعدة)صيانة الاستشهاد: أسماء متعددة: قائمة المؤلفين (link)
- Professional Inventory Management
- Tempelmeier, Horst, Inventory Management in Supply Networks, 3rd Edition, Norderstedt (Books on Demand) 2011
- Scientific methods in inventory management
- Business Inventories monthly report
- A very basic guide to setting up an inventory system.
- Cannella S., Ciancimino E. (2010) Up-to-date Supply Chain Management: the Coordinated (S,R). In "Advanced Manufacturing and Sustainable Logistics". Dangelmaier W. et al. (Eds.) 175-185. Springer-Verlag Berlin Heidelberg, Germany.